# Кинаст, Бригитта
Бриги́тта Ки́наст де Дави́д (нем. Brigitte Kienast de David) — швейцарская кёрлингистка.
В составе женской сборной Швейцарии участник двух чемпионатов мира и двух чемпионатов Европы. Трёхкратная чемпионка Швейцарии.
Играла на позициях второго и третьего, несколько раз (в том числе когда команда Швейцарии выиграла серебряные медали на чемпионате мира 1984) была скипом команды.

## Достижения
- Чемпионат мира по кёрлингу среди женщин: серебро (1984).
- Чемпионат Европы по кёрлингу: серебро (1978), бронза (1984).
- Чемпионат Швейцарии по кёрлингу среди женщин: золото (1978, 1984, 1988).[4]

## Команды
| Сезон   | Четвёртый            | Третий          | Второй            | Первый          | Турниры                      |
| ------- | -------------------- | --------------- | ----------------- | --------------- | ---------------------------- |
| 1977—78 | Heidi Attinger       | Dorli Broger    | Бригитта Кинаст   | Эви Рюгзеггер   | ЧШЖ 1978                     |
| 1978—79 | Heidi Neuenschwander | Dorli Broger    | Бригитта Кинаст   | Эви Рюгзеггер   | ЧЕ 1978                      |
| 1983—84 | Бригитта Кинаст      | Ирен Бюрги      | Эрика Фревайн     | Эви Рюгзеггер   | ЧШЖ 1984 · ЧМ 1984           |
| 1984—85 | Ирен Бюрги           | Isabelle Köpfli | Эви Аттингер      | Бригитта Кинаст | ЧЕ 1984                      |
| 1987—88 | Эрика Мюллер         | Бригитта Кинаст | Сюзанна Лухзингер | Регула Рюгг     | ЧШЖ 1988 · ЧМ 1988 (6 место) |

(скипы выделены полужирным шрифтом)